# Thomas Bickel
Thomas Bickel (* 6. října 1963 Aarberg) je bývalý švýcarský fotbalista.

## Reprezentace
Thomas Bickel odehrál 52 reprezentačních utkání. Se švýcarskou reprezentací se zúčastnil Mistrovství světa 1994. Ve stejném roce byl ve Švýcarsku vyhlášen fotbalistou roku.

## Statistiky
| Švýcarsko | Švýcarsko | Švýcarsko |
| Roky      | Záp.      | Góly      |
| --------- | --------- | --------- |
| 1986      | 5         | 1         |
| 1987      | 6         | 0         |
| 1988      | 5         | 0         |
| 1989      | 1         | 0         |
| 1990      | 4         | 1         |
| 1991      | 7         | 0         |
| 1992      | 5         | 1         |
| 1993      | 3         | 0         |
| 1994      | 11        | 2         |
| 1995      | 5         | 0         |
| Celkem    | 52        | 5         |